# U–216
Az U–216 tengeralattjárót a német haditengerészet rendelte a kieli F. Krupp Germaniawerft AG-tól 1940. február 16-án. A hajót 1941. december 15-én állították szolgálatba. Egyetlen harci küldetése során egy hajót süllyesztett el, amelynek vízkiszorítása 4989 tonna volt.

## Pályafutása
Az U–216 1942. szeptember 25-én indult el egyetlen járőrútjára, amelynek során megtorpedózta a Boston brit utasszállítót. A gőzős fedélzetén tartózkodó 66 emberből 49 túlélte a támadást. A tengeralattjáró 1942. október 20-án süllyedt el Írországtól délnyugatra, amikor egy brit B–24 Liberator hat mélységi bombával megsemmisítette. Karl-Otto Schultz kapitány és a legénység 44 tagja meghalt.

## Kapitány
| Név               | Kezdőnap           | Zárónap           |
| ----------------- | ------------------ | ----------------- |
| Karl-Otto Schultz | 1941. december 15. | 1942. október 20. |

## Őrjárat
| Indulás | Indulónap           | Érkezés | Zárónap           |
| ------- | ------------------- | ------- | ----------------- |
| Kiel    | 1942. augusztus 29. | *       | 1942. október 20. |

* A tengeralattjáró nem érte el úti célját, elsüllyesztették

## Elsüllyesztett hajó
| Nap                  | Hajó   | Nemzetisége        | Vízkiszorítása (brt |
| -------------------- | ------ | ------------------ | ------------------- |
| 1942. szeptember 25. | Boston | Egyesült Királyság | 4989                |